# Roshika Deo
Roshika Deo, är en fijiansk människorättsaktivist. 
Deo är engagerad i frågor gällande demokrati och mänskliga rättigheter i sitt hemland Fiji, och 2014 valde hon att ställa upp som kandidat i det första fria valet sen 2006. Trots protester och hot fortsatte hon sin kandidatur och grundade Be a change-rörelsen och förespråkar jämlikhet och rättigheter för kvinnor, HBTQ-personer och minoriteter på Fiji. 
År 2014 tilldelades Roshika Deo International Women of Courage.
Deo fortsatte 2019 att bevaka Fijis demokratiska process och rapporterar detta genom Amnesty.